# Fontaine-Chaalis
Fontaine-Chaalis és un municipi francès, situat al departament de l'Oise i a la regió dels Alts de França. L'any 2007 tenia 378 habitants.

## Demografia

### Població
El 2007 la població de fet de Fontaine-Chaalis era de 378 persones. Hi havia 128 famílies de les quals 16 eren unipersonals (4 homes vivint sols i 12 dones vivint soles), 42 parelles sense fills, 62 parelles amb fills i 8 famílies monoparentals amb fills.
La població ha evolucionat segons el següent gràfic:
Habitants censats

### Habitatges
El 2007 hi havia 161 habitatges, 130 eren l'habitatge principal de la família, 15 eren segones residències i 16 estaven desocupats. 150 eren cases i 9 eren apartaments. Dels 130 habitatges principals, 87 estaven ocupats pels seus propietaris, 23 estaven llogats i ocupats pels llogaters i 20 estaven cedits a títol gratuït; 8 tenien dues cambres, 16 en tenien tres, 23 en tenien quatre i 83 en tenien cinc o més. 114 habitatges disposaven pel capbaix d'una plaça de pàrquing. A 38 habitatges hi havia un automòbil i a 86 n'hi havia dos o més.

### Piràmide de població
La piràmide de població per edats i sexe el 2009 era:
| Homes | Edats   | Dones |
| ----- | ------- | ----- |
| 0     | 95 o +  | 0     |
| 0     | 90 a 94 | 0     |
| 4     | 85 a 89 | 0     |
| 0     | 80 a 84 | 0     |
| 4     | 75 a 79 | 12    |
| 4     | 70 a 74 | 0     |
| 12    | 65 a 69 | 4     |
| 0     | 60 a 64 | 12    |
| 8     | 55 a 59 | 12    |
| 24    | 50 a 54 | 20    |
| 24    | 45 a 49 | 20    |
| 4     | 40 a 44 | 12    |
| 12    | 35 a 39 | 8     |
| 16    | 30 a 34 | 4     |
| 8     | 25 a 29 | 20    |
| 8     | 20 a 24 | 4     |
| 20    | 15 a 19 | 12    |
| 12    | 10 a 14 | 4     |
| 12    | 5 a 9   | 4     |
| 4     | 0 a 4   | 4     |

## Economia
El 2007 la població en edat de treballar era de 246 persones, 174 eren actives i 72 eren inactives. De les 174 persones actives 166 estaven ocupades (90 homes i 76 dones) i 8 estaven aturades (5 homes i 3 dones). De les 72 persones inactives 19 estaven jubilades, 23 estaven estudiant i 30 estaven classificades com a «altres inactius».

### Ingressos
El 2009 a Fontaine-Chaalis hi havia 121 unitats fiscals que integraven 369 persones, la mediana anual d'ingressos fiscals per persona era de 29.640 €.

### Activitats econòmiques
Dels 11 establiments que hi havia el 2007, 2 eren d'empreses d'hostatgeria i restauració, 2 d'empreses d'informació i comunicació, 1 d'una empresa financera, 4 d'empreses de serveis i 2 d'empreses classificades com a «altres activitats de serveis».
L'únic servei als particulars que hi havia el 2009 era un restaurant.
L'any 2000 a Fontaine-Chaalis hi havia 3 explotacions agrícoles que ocupaven un total de 831 hectàrees.

## Equipaments sanitaris i escolars
El 2009 hi havia una escola elemental integrada dins d'un grup escolar amb les comunes properes formant una escola dispersa.

## Poblacions més properes
El següent diagrama mostra les poblacions més properes.